# Unione Cestistica Casalpusterlengo 2008-2009
Questa pagina raccoglie i dati riguardanti la Unione Cestistica Casalpusterlengo nelle competizioni ufficiali della stagione 2008-2009.

## Risultati
- Serie A Dilettanti:
  - stagione regolare: 4ª classificata su 14 squadre (21-5);
  - playoff: Vincitrice della finale (2-0). Promozione in Legadue.
- Coppa Italia serie A Dilettanti: Vincitrice della finale contro Nuova Pallacanestro Vigevano.

## Staff tecnico
| *                               | Italia (bandiera) | Simone Lottici     | Allenatore           |
| *                               | Italia (bandiera) | Andrea Pedroni     | Vice Allenatore      |
| *                               | Italia (bandiera) | Nicola Chiavolelli | Preparatore Atletico |
| Aggiornato all'8 settembre 2008 |                   |                    |                      |